# Шкоцян (Копер)
Шкоцян (словен. Škocjan) — поселення в общині Копер, Регіон Обално-крашка, Словенія. Висота над рівнем моря: 48,2 м.